# 森蒂納爾鎮區 (北達科他州戈爾登瓦利縣)
森蒂納爾鎮區（英語：Sentinel Township）是位於美國北達科他州戈爾登瓦利縣的一個鎮區。

## 地方資料
森蒂納爾鎮區的面積為372.02平方千米，當中陸地面積為371.28平方千米，而水域面積為0.74平方千米。根據2020年美國人口普查的數據，當地共有人口65人，而人口密度為每平方千米0.17人。